# UCI Europe Tour
L'UCI Europe Tour è un insieme di corse ciclistiche che si svolgono in Europa: fa parte dei circuiti continentali di ciclismo ed è svolto generalmente da ottobre allo stesso mese dell'anno successivo. Dalle classifiche dei singoli eventi derivano quattro classifiche generali, una individuale, una per squadra e due per nazione. Attualmente è composto da 300 prove, alle quali si aggiungono dal 2008 gli eventi organizzati da Amaury Sport Organisation, RCS MediaGroup e Unipublic, ritiratesi dall'UCI ProTour, controversia che fu risolta con la creazione, per la stagione 2009, di un nuovo Calendario mondiale UCI, successivamente sostituito dal 2011 dall'attuale UCI World Tour.

## Albo d'oro
| Anno | Classifica individuale | Classifica a squadre         | Classifica per nazioni | Classifica per nazioni U-23 |
| ---- | ---------------------- | ---------------------------- | ---------------------- | --------------------------- |
| 2005 | Murilo Fischer         | Ceramica Panaria-Navigare    | Italia                 | non assegnato               |
| 2006 | Niko Eeckhout          | Acqua & Sapone-Caffè Mokambo | Italia                 | non assegnato               |
| 2007 | Alessandro Bertolini   | Rabobank Continental         | Italia                 | Russia                      |
| 2008 | Enrico Gasparotto      | Acqua & Sapone-Caffè Mokambo | Italia                 | Italia                      |
| 2009 | Giovanni Visconti      | Agritubel                    | Italia                 | Belgio                      |
| 2010 | Giovanni Visconti      | Vacansoleil Pro Cycling Team | Italia                 | Belgio                      |
| 2011 | Giovanni Visconti      | FDJ                          | Italia                 | Italia                      |
| 2012 | John Degenkolb         | Saur-Sojasun                 | Italia                 | Italia                      |
| 2013 | Riccardo Zoidl         | Team Europcar                | Francia                | Paesi Bassi                 |
| 2014 | Tom Van Asbroeck       | Topsport Vlaanderen-Baloise  | Italia                 | Paesi Bassi                 |
| 2015 | Nacer Bouhanni         | Topsport Vlaanderen-Baloise  | Italia                 | Italia                      |
| 2016 | Baptiste Planckaert    | Wanty-Groupe Gobert          | Belgio                 | Italia                      |
| 2017 | Nacer Bouhanni         | Wanty-Groupe Gobert          | Francia                | Francia                     |
| 2018 | Hugo Hofstetter        | Wanty-Groupe Gobert          | Belgio                 | Paesi Bassi                 |
| 2019 | Primož Roglič          | Jumbo-Visma                  | Belgio                 | Belgio                      |
| 2020 | Primož Roglič          | Jumbo-Visma                  | Francia                | Slovenia                    |
| 2021 | Tadej Pogačar          | UAE Team Emirates            | Belgio                 | Belgio                      |
| 2022 | Tadej Pogačar          | UAE Team Emirates            | Belgio                 | Belgio                      |
| 2023 | Tadej Pogačar          | Lotto Dstny                  | Belgio                 | Belgio                      |